# Nhồi xác thú

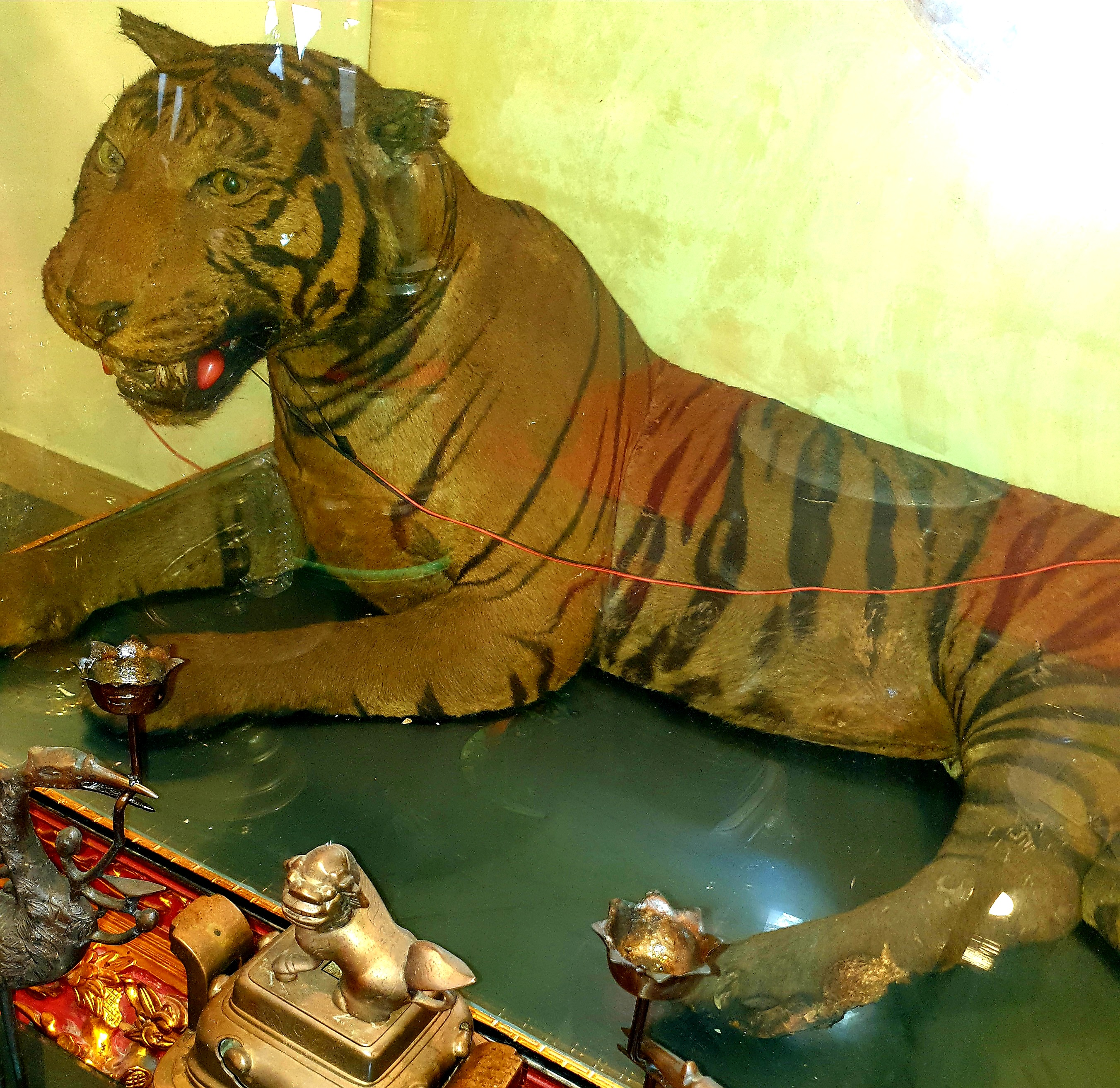
Con cọp được độn xác và thờ trong Đền thờ Đức Thánh Trần ở Quận 1 thành phố Hồ Chí Minh

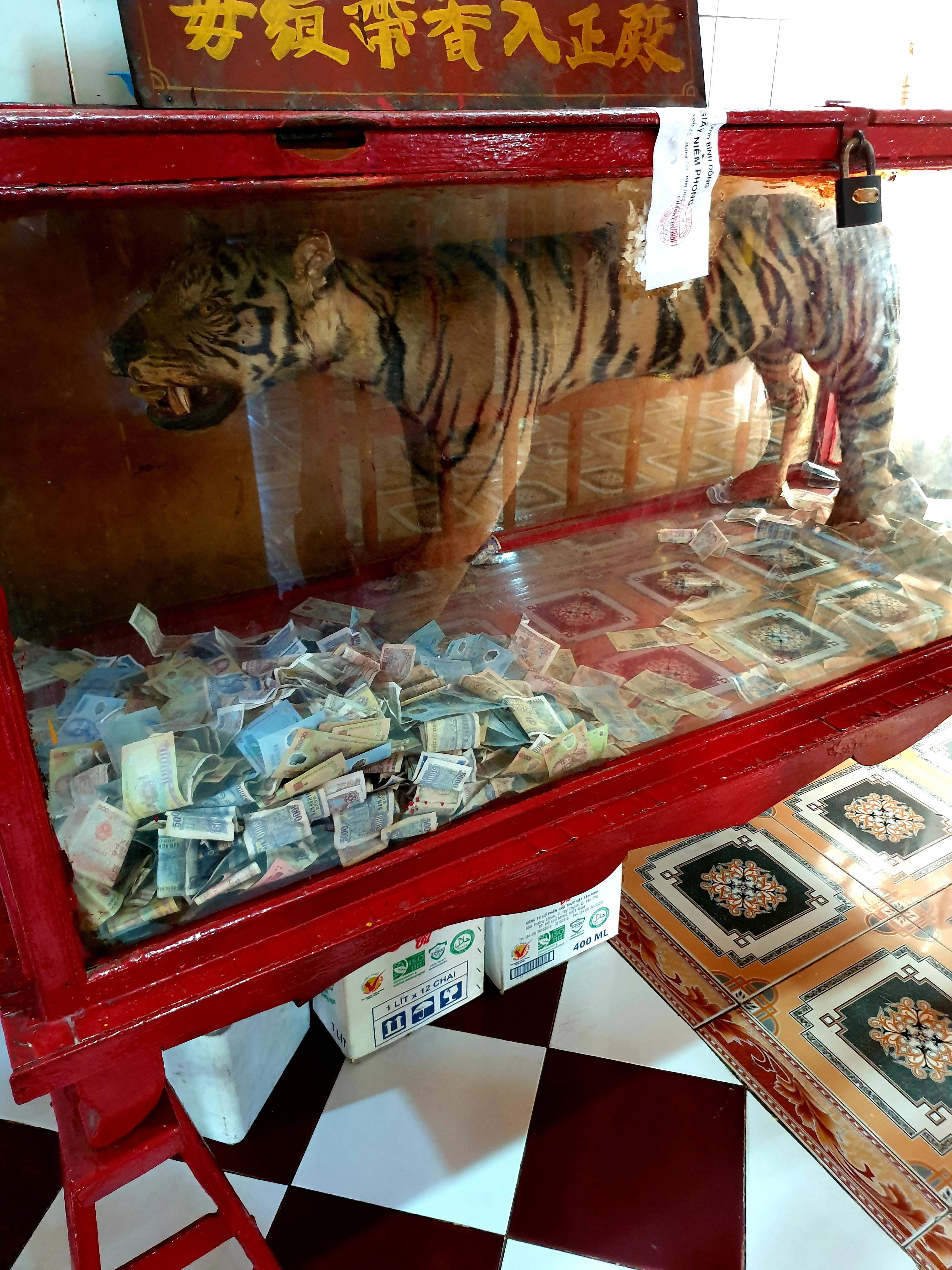
Một con cọp đã được nhồi xác để chưng thờ ở đình Bình Đông tại Quận 8 thuộc thành phố Hồ Chí Minh

Nhồi xác thú (Taxidermy) hay độn xác thú hay nhồi bông thú là một phương bảo quản cơ thể động vật chết (xác thú) bằng cách hoặc nhồi bông phần bên trong, giữ lấy phần da ngoài, phương pháp này được thực hiện nhằm mục đích trưng bày hoặc nghiên cứu. Động vật đường độn xác này trông sống động giống như thật nhưng không phải lúc nào cũng được xem là ở trạng thái sống động như thật. Trong tiếng Anh thì cụm từ Taxdermy mô tả quá trình bảo quản động vật, nhưng từ này cũng được sử dụng để mô tả sản phẩm cuối cùng, được gọi là thú nhồi bông. Từ taxdermy có nguồn gốc từ tiếng Hy Lạp gồm hai từ là taxi và derma, trong đó từ Taxi có nghĩa là "sự sắp xếp", và derma có nghĩa là "da" (lớp hạ bì) và do đó từ taxdermy có nghĩa là "sự sắp xếp da".
Nhồi xác thú được thực hiện chủ yếu trên động vật có xương sống (chẳng hạn như động vật có vú, chim, cá, bò sát và ít phổ biến hơn đối với động vật lưỡng cư) nhưng cũng có thể được thực hiện đối với côn trùng lớn và loài nhện trong một số trường hợp. Các viện bảo tàng sử dụng phân loại học như một phương pháp để ghi lại các loài, bao gồm cả những loài đã tuyệt chủng và bị đe dọa dưới dạng nghiên cứu trên da xác và thú nhồi có kích thước thật. Độn xác thú đôi khi cũng được sử dụng như một phương tiện để tưởng nhớ đến những con vật nuôi thân thiết.
Những nghệ nhân nhồi xác thú thường có sự quen thuộc với giải phẫu, điêu khắc, hội họa và thuộc da. Ở Việt Nam, nhồi bông thú là nghề đặc thù có tính gia truyền ít người biết đến, những người làm nghề này thường chỉ âm thầm làm công việc của mình, còn ở nước ngoài, nghề này khá được tôn trọng và được công nhận là nghệ nhân.
Bên cạnh thú săn bắn động vật hoang dã thì thú chơi xác động vật nhồi cũng là một thú chơi của giới người siêu giàu, nhất là ở Đức và Mỹ. Những con vật đang bị nhồi xác này đều là nạn nhân của thú săn bắn của giới siêu giàu Đức và Mỹ, những người sẵn sàng chi ra gần 60.000 bảng Anh chỉ để con vật mà họ thích bị bắn chết, nhồi xác rồi gửi đến tận nhà. Theo đó, vì những thú chơi này mà nhồi xác động vật cũng trở thành một nghề phát triển rầm rộ ở đất nước Namibia và việc nhồi xác động vật ở đất nước này là hợp pháp.
Mỗi năm, các xưởng nhồi thú có thể nhồi xác khoảng 6.000 con vật, trong đó có nhiều loài quý hiếm như sư tử, tê giác. Về công đoạn nhồi xác thú thì bước đầu tiên trong công đoạn nhồi bông động vật là lột và giữ được những bộ da. Thịt, xương và các bộ phận khác của con thú sẽ được phân phát làm thực thẩm. Các phần da được tách riêng được ngâm hóa chất để bảo quản. Mỗi loại động vật ở đây đều có khuôn riêng được đúc theo  3 kích cỡ, nhỏ, vừa và lớn. Các khuôn mẫu sau đó sẽ được đổ đầy bằng một loại bọt xốp lỏng dày, được dùng để nhồi các con vật. Sau khi bọt xốp khô hoàn toàn thành hình con vật như mong muốn, khuôn sẽ được tháo ra. Sau đó, lớp da sẽ được khâu thủ công xung quanh lớp bọt xốp.